# إدنبره الشرقية (دائرة انتخابية في المملكة المتحدة)
ادنبره الشرقية  (بالإنجليزية: Edinburgh East)‏ هي إحدى الدوائر الانتخابية في المملكة المتحدة الممثلة في مجلس العموم في برلمان المملكة المتحدة.
عضو البرلمان الذي يمثلها حالياً هو :Rt Hon Gavin Strang (Lab).